# Alcatel-Lucent
A Alcatel-Lucent SA foi uma empresa global de telecomunicações sediada em Boulogne-Billancourt, França. A empresa foi formada em 1 de dezembro de 2006 a partir da fusão da empresa francesa Alcatel com a americana Lucent Technologies.
Em 2014, o grupo Alcatel-Lucent se dividiu em dois: Alcatel-Lucent Enterprise , que fornece serviços de comunicação corporativa, e Alcatel-Lucent, que vende para operadoras de comunicações. O negócio corporativo foi vendido para uma empresa chinesa no mesmo ano e, em 2016, a Nokia comprou o restante da Alcatel-Lucent.  
Alcatel-Lucent era especialista em redes IP, acesso ultra-banda larga e computação em tecnologia nuvem.
Com o suporte das inovações oferecidas pelo Bell Labs, a companhia auxiliava seus clientes a ofertar em serviços multimídia seguros e centrados no usuário. Apesar do nome, os telemóveis Alcatel One Touch não são fabricados pela Alcatel-Lucent, mas sim pela TCL Corparation. 
Em 2016 foi concluída a compra da Alcatel-Lucent pela Nokia Corporation pelo valor equivalente à R$54 Bilhões.

## Linha do Tempo

#### Alcatel-Lucent
- 2006 - A Alcatel vende seu satélite, sinalização ferroviária e domínio crítico de segurança para a Thales.  Em 3 de dezembro, a Alcatel e a Lucent fundem-se para formar a Alcatel-Lucent.  Alcatel-Lucent adquire o negócio de acesso de rádio UMTS da Nortel.
- 2007 - Alcatel-Lucent adquire Tropic Networks, NetDevices, Thompson Advisory Group e Tamblin.
- 2008 - Alcatel-Lucent adquire a Motive Inc. Ben Verwaayen torna-se o segundo CEO da Alcatel-Lucent.
- 2009 - A Alcatel-Lucent vende sua participação remanescente na Thales e terceiriza sua TI para a HP.
- 2011 - Wim Sweldens lidera um grupo wireless para desenvolver lightRadio , uma tecnologia para reduzir o tamanho de torres de celular a cubos minúsculos.
- 2012 - Alcatel-Lucent vende Genesys Labs para Permira .
- 2014 - 1º de outubro, a Alcatel-Lucent anuncia o spin-off da divisão Enterprise para a China Huaxin, formando a organização autônoma da Alcatel-Lucent Enterprise.
- 2015 - Nokia Corporation anuncia suas intenções de adquirir a Alcatel-Lucent por US $ 16,6 bilhões.
- 2016 - Nokia ganha controle da Alcatel-Lucent. Em 16 de março, a Nokia detinha 91,8 por cento das ações totais da Alcatel-Lucent e planejava concluir a compra de 100% até 26 de abril.[5] A marca Alcatel-Lucent foi abolida.